# Praestigia
Praestigia là một chi nhện trong họ Linyphiidae.